# August Plappart von Leenheer
August svobodný pán Plappart von Leenheer (21. února 1836 Vídeň – 17. července 1907 Altaussee) byl rakouský šlechtic a rakousko-uherský státní úředník. Jako absolvent práv působil od mládí ve státní správě, dlouhodobě zastával různé funkce na ministerstvu vnitra, kde byl nakonec sekčním šéfem (1894–1896). V letech 1898–1907 byl generálním intendantem Dvorního divadla a v roce 1902 se stal členem Panské sněmovny.

## Biografie
Pocházel z úřednické šlechty, byl mladším synem Antona Plapparta (1779–1860), právníka, dvorního rady a rektora Vídeňské univerzity. August maturoval na Skotském gymnáziu, v letech 1852–1856 studoval práva na univerzitě ve Vídni a po promoci jako doktor práv (1858) vstoupil do státních služeb. Začínal jako nižší úředník u dolnorakouského místodržitelství a u několika okresních hejtmanství. Od roku 1867 dlouhodobě působil na ministerstvu vnitra, po roce 1869 byl zodpovědný za činnost Dunajské regulační komise. V letech 1879–1881 byl místodržitelským radou u hornorakouského místodržitelství v Linzi, poté se vrátil na ministerstvo vnitra, kde byl od roku 1885 ministerským radou a po roce 1889 ředitelem legislativního odboru. Na ministerstvu vnitra nakonec zastával funkci druhého sekčního šéfa (1894–1896), poté odešel do výslužby.
V letech 1898–1907 zastával funkci generálního intendanta Dvorního divadla (General-Intendant der k.k. Hoftheater). V tomto úřadu reorganizoval financování obou státních divadelních scén (Dvorní divadlo, Dvorní opera). Byl přímým nadřízeným Gustava Mahlera, tehdejšího uměleckého ředitele Dvorní opery, a v Mahlerových životopisech je popisován jako byrokrat bez fantazie. V archivu Národního muzea je uložena také jeho korespondence s Antonínem Dvořákem. Po Plappartově úmrtí již nebyla funkce divadelního intendanta obsazena, do zániku monarchie vedl správu obou scén ředitel kanceláře Viktor Horsetzky von Hornthal, dvorní rada v úřadu císařského nejvyššího hofmistra.
Zemřel 17. července 1907 v Altausee ve Štýrsku a byl pohřben na vídeňském Centrálním hřbitově.

## Tituly a ocenění
Spolu s otcem byl v roce 1853 povýšen do stavu svobodných pánů (predikát von Leenheer byl odvozen od příjmení Augustovy matky Julie, rozené von Leenheer). Jako intendant Dvorního divadla obdržel v roce 1896 titul c. k. tajného rady s nárokem na oslovení Excelence. V roce 1902 byl jmenován doživotním členem Panské sněmovny. Během působení ve státní správě získal několik vyznamenání, jako intendant Dvorního divadla obdržel ocenění i od zahraničních panovníků při návštěvách Vídně.

### Rakousko-Uhersko
- Řád železné koruny III. třídy (1875)
- rytířský kříž Leopoldova řádu (1890)
- Řád železné koruny II. třídy (1895)
- Jubilejní pamětní medaile (1898)

### Zahraničí
- Řád pruské koruny I. třídy (Německo)
- Řád lva a slunce I. třídy (Persie)
- velkokříž Řádu Leopolda (Belgie)
- velkokříž Řádu Albrechtova (Sasko)
- velkokříž Řádu polární hvězdy (Švédsko)
- velkokříž Řádu Takova (Srbsko)
- velkokříž Řádu Gryfa (Meklenbursko-Zvěřínsko)

## Rodina
V roce 1869 se oženil s Franziskou Planckovou von Planckburg (1848–1923), sestrou Eduarda Plancka (1841–1918), dlouholetého poslance Říšské rady a hornorakouského zemského sněmu. Z manželství se narodily čtyři děti, synové Eduard, August a Kurt působili ve státní správě, dcera Julie byla čestnou dámou Ústavu šlechtičen v Brně.
Augustův starší bratr Adolf (1830–1889) byl důstojníkem u vojenské auditorní služby.